# Hydropsyche mississippiensis
Hydropsyche mississippiensis is een schietmot uit de familie Hydropsychidae. De soort komt voor in het Nearctisch gebied.